# Edwin Stephen Goodrich
Edwin Stephen Goodrich (Weston-super-Mare, 21 de junho de 1868 — Oxford, 6 de janeiro de 1946) foi um zoólogo inglês, especializado em anatomia comparada, embriologia, paleontologia e evolução. Ocupou a cadeira Linacre de zoologia na Universidade de Oxford de 1921 a 1946. Ele atuou como editor do Quarterly Journal of Microscopical Science de 1920 até sua morte.

## Carreira

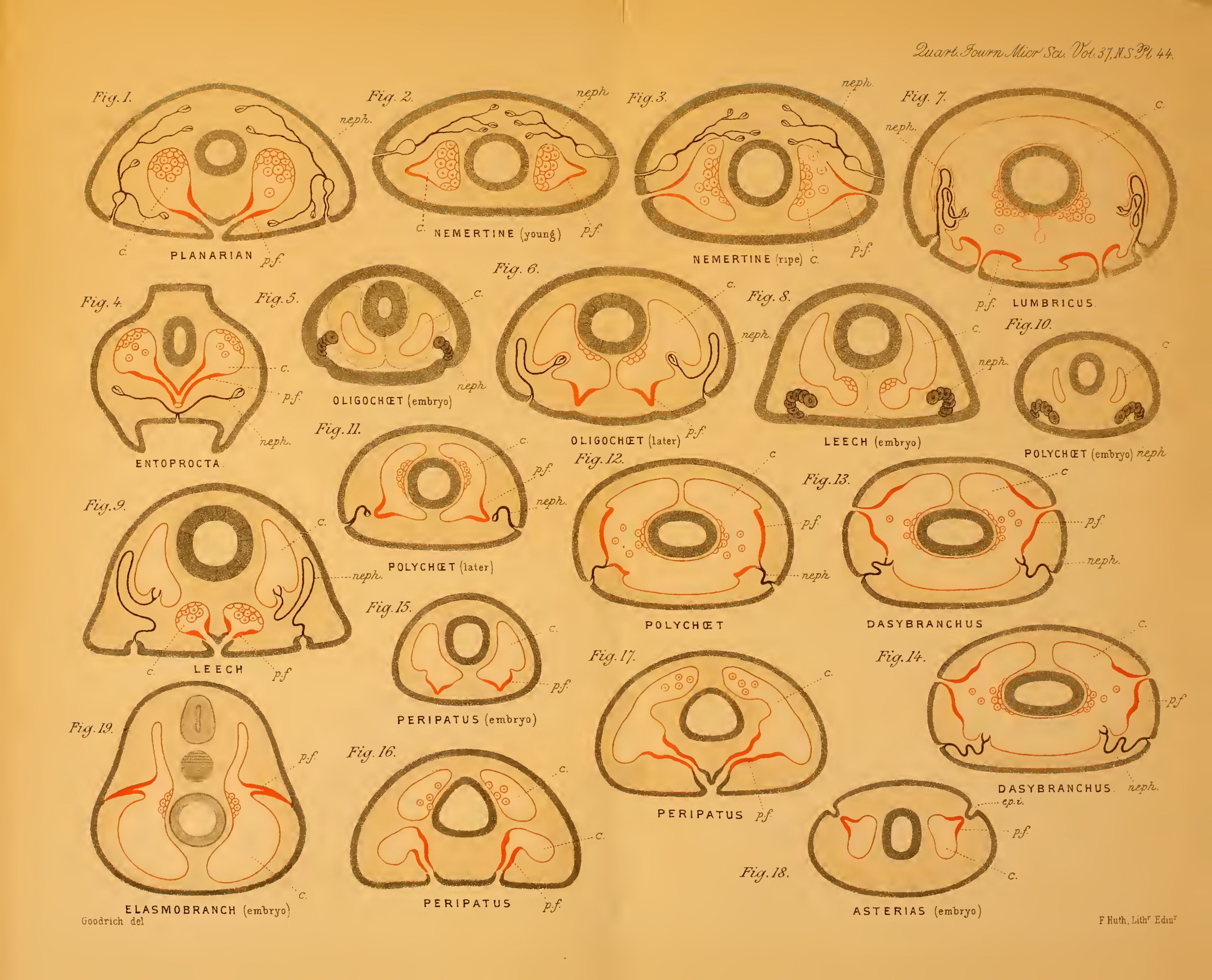
Ilustrações do celoma, dutos genitais e nefrídia de várias espécies

Quando Lankester se tornou Professor Linacre de Anatomia Comparada no Merton College, fez de Goodrich seu assistente em 1892; isso marcou o início das pesquisas que durante meio século fizeram de Goodrich o maior anatomista comparativo de sua época. Em 1921, Goodrich foi nomeado para o antigo cargo de seu mentor, que ocupou até 1945.

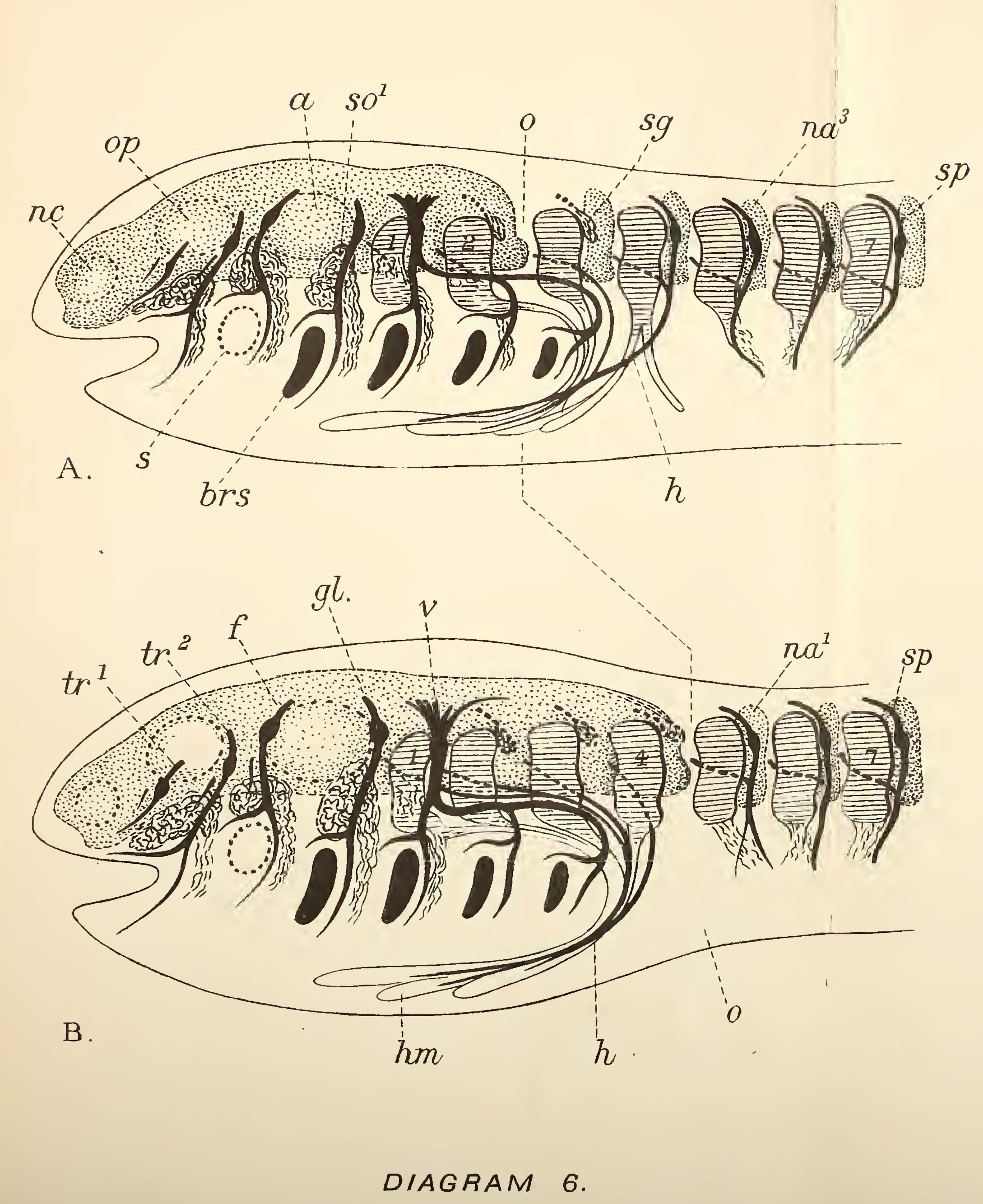
A região da cabeça de um anfíbio A e de um amniota (mamífero) B, mostrando a segmentação

Desde o início das suas pesquisas, muitas das quais dedicadas aos organismos marinhos, Goodrich conheceu em primeira mão a fauna marinha de Plymouth, Roscoff, Banyuls, Nápoles, Helgoland, Bermuda, Madeira e Ilhas Canárias. Ele também viajou extensivamente pela Europa, Estados Unidos, Norte da África, Índia, Ceilão, Malásia e Java. Ele descobriu o significado dos tubos que conectam os centros dos corpos dos animais com o exterior. Existem nefridias, desenvolvido da camada externa para dentro e servindo a função de excreção. Bem diferentes deles são os celomodutos, desenvolvidos da camada intermediária para fora, servindo para liberar as células germinativas. Esses dois conjuntos de tubos podem parecer semelhantes, quando cada um se abre na cavidade do corpo através de um funil rodeado por cílios que criam uma corrente de fluido. Em alguns grupos, a nefrídia pode desaparecer (como nos vertebrados, onde a nefrídia pode ter sido convertida na glândula timo), e os celomodutos então assumem a função adicional de excreção. É por isso que o homem possui um sistema geniturinário. Antes da análise de Goodrich, todo o assunto estava um caos.
Goodrich estabeleceu que um nervo motor permanece ligado ao seu músculo segmentar correspondente, por mais que ele tenha se deslocado ou obscurecido no desenvolvimento. Ele mostrou que os órgãos podem ser homólogos sem surgir dos mesmos segmentos do corpo. Por exemplo, as nadadeiras e membros de vertebrados; e o arco occipital (parte posterior do crânio), que varia nos vertebrados do quinto ao nono segmento.
Ele distinguiu entre as estruturas de escala de peixes, vivos e fósseis, pelas quais eles são classificados e reconhecidos. Isso é importante porque diferentes estratos podem ser identificados por escamas fósseis de peixes. A atenção de Goodrich sempre foi focada na evolução, para a qual ele fez contribuições notáveis, aderindo firmemente à teoria da seleção natural de Darwin.
Ele foi eleito membro da Royal Society em maio de 1905.
Em seu septuagésimo aniversário, em 1938, seus colegas e alunos publicaram um festschrift editado por Gavin de Beer: Evolução: ensaios sobre aspectos da biologia evolutiva.

## Trabalhos selecionados
- Goodrich E.S. 1909. The Vertebrata Craniata (Cyclostomes and Fishes). Volume IX of Lankester E. Ray (ed) Treatise on Zoology, London.
- Goodrich, Edwin S. 1924. Living organisms: an account of their origin and evolution. Oxford University Press.
- Goodrich E.S. 1930. Studies on the structure and development of Vertebrates. Macmillan, London. xxx+837p, 754 figures. One of the great works of vertebrate comparative anatomy.
- Goodrich E.S. 1895. On the coelom, genital ducts, and nephridia. Q.J.M.S. 37, 477–510.
- Goodrich E.S. 1913. Metameric segmentation and homology, Q.J.M.S. 59, 227–248.
- Goodrich E.S. 1927. The problem of the sympathetic nervous system from the morphological point of view. Proceedings of the Anatomical Society of Great Britain and Ireland, Journal of Anatomy 61, p499.
- Goodrich E.S. 1934. The early development of the nephridia in Amphioxus, Introduction and part I: Hatschek's Nephridium. Q.J.M.S. 76, 499–510.
- Goodrich E.S. 1934. 'The early development of the nephridia in Amphioxus, part II: The paired nephridia. Q.J.M.S. 76, 655–674.
- Goodrich E.S. 1945. The study of nephridia and genital ducts since 1895. Q.J.M.S. 86, 113–392.